# Norigae

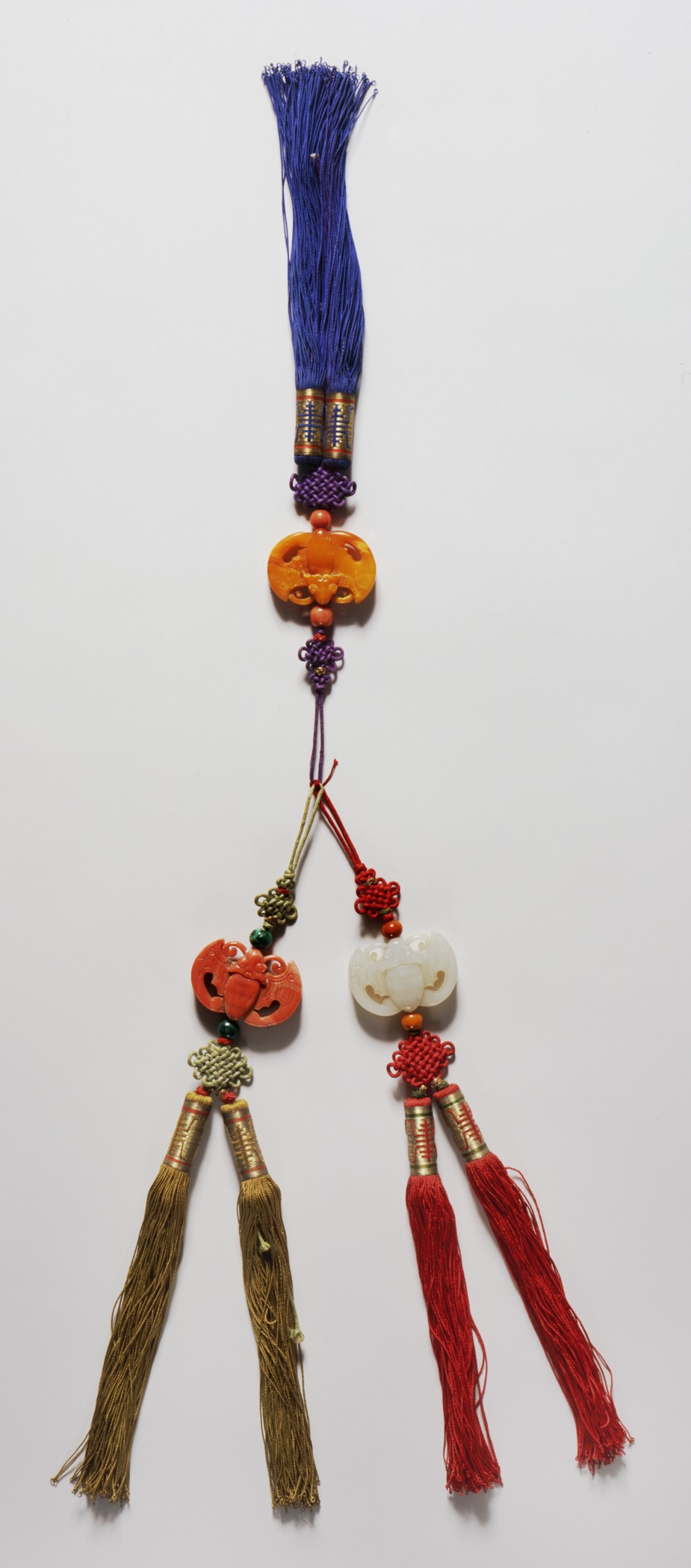
Norigae de tres partes con ornamentos de murciélago

Norigae (hangul: 노리개) es un típico accesorio tradicional coreano que se cuelga al jeogori goreum (abrigo de cuerdas) o hanbok chima (falda) de una mujer.
Un norigae puede ser dividido en 4 partes: el ddidon (hangul: 띠돈; hanja: 帶金) (un gancho (ya sea un accesorio por separado o nudos adicionales) para conectar el norigae al hanbok), el paemul (hangul: 패물) (el principal ornamento del norigae), el maedeup (hangul: 매듭) (el nudo del norigae), y el sul (hangul: 술) (las borlas).
El norigae funciona tanto como un amuleto de buena suerte, que se espera atrae algo como juventud eterna, riqueza o muchos hijos (dependiendo de su forma), así como un accesorio de moda.  Normalmente, el norigae se hereda de los padres o suegros al hogar de sus descendientes.
Los Norigaes tienen diferentes formas derivadas de la naturaleza o de la vida cotidiana. Se dividen en samjaks (hangul: 삼작; hanja: 三作) y danjaks (hangul: 단작; hanja: 單作), y samjaks se pueden dividir de nuevo en daesamjaks y sosamjaks. Daesamjaks y sosamjaks tienen la misma forma, pero cada uno de los paemul es diferente.